# Abu Mansur Daqiqi
Abu Mansur Mohammad Ebn-e Ahmad Daqiqí-e Baljí (935/942-976/980), (en persaابو منصور محمد بن احمد دقیقی), también conocido como Daqiqí (o Dakiki, Daghighi, en grafía persa: دقیقی), fue un poeta persa (Tajik) de Balj, actualmente una de las ciudades de Afganistán. 
Daqiqí promovió las tendencias nacionalistas en la literatura persa e intentó crear una poesía épica refiriendo la historia de su nación. Luego de escribir miles de páginas sobre Zoroastro y su religión, fue asesinado por un esclavo, o -según otras fuentes- por un siervo o enemigos políticos o religiosos. Mil coplas de su obra fueron incluidas en el "libro de los Reyes" (Shahnameh) compilado por Ferdousí. 
Algunos investigadores especulan con que Daqiqí escribió mucho más, pero que su contenido resultaba controvertido para ser incluido en el Shahnameh, y posteriormente los textos excluidos se perdieron. Se han conservado otros poemas de su autoría, publicados por ejemplo en Le premier poet Persan de G. Lazard.